# Törpemandarin
A törpemandarin vagy kínai kumkvat (Fortunella margarita) a szappanfavirágúak (Sapindales) rendjébe, a rutafélék (Rutaceae) családjának fortunella nemzetségébe tartozó növényfaj. A Fortunella nemzetség legismertebb képviselője.

## Elterjedése
Kína déli részén és Indokínában már nagyon régóta kultúrában van. A világ minden részén termesztik, ahol megfelelőek a viszonyok.

## Megjelenése

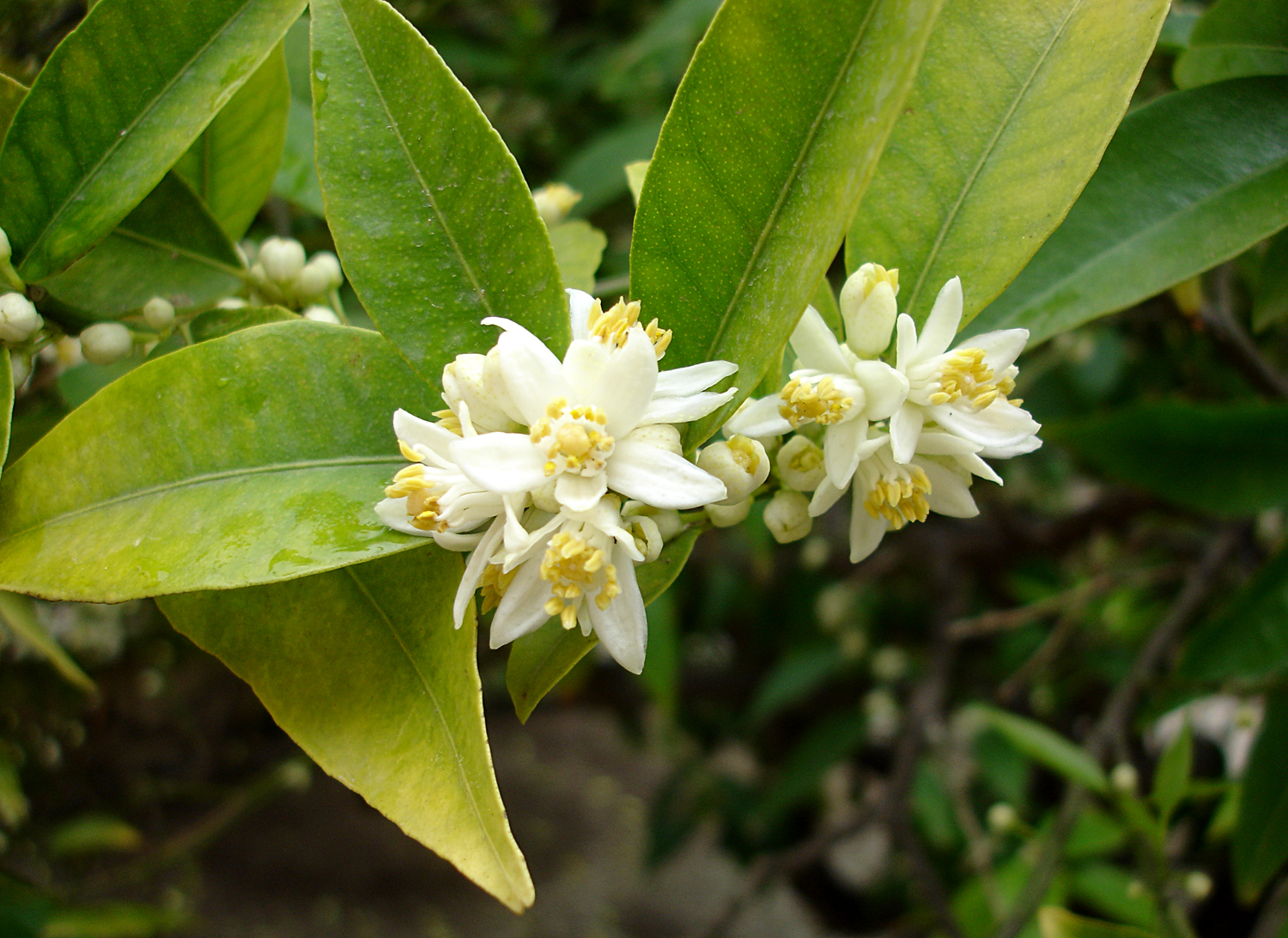
A törpemandarin virágzata

2–4 m magas, lassan növekedő örökzöld cserje. Tövisek is találhatók rajta. Leveleinek színe sötétzöld, aromás illatúak, szélük fogazott, 10 cm hosszúak. Apró virágai fehér színűek, édes illatúak. 
Kis bogyótermése van (2,5-4,5 x 2–3 cm), tojás alakú, narancssárga. Gerezdjeinek száma 3-6, maximum 3 mag található benne.

## Felhasználása
A törpemandarint általában a héjával együtt eszik, amely édes, ellentétben a savanyú terméshússal. Különböző édességeket, mártásokat, alkoholos italokat is készítenek belőle. Dísznövényként, cserepes növényként Európa-szerte megvásárolható. A faj állítólag -15 °C-ig fagytűrő, de -10-(-12)°C alatt már károsodhat, ezért a 8-10-es USDA zónában ajánlatos a szabadba ültetni. Habár mivel kis termetű fa téli takarása nem nagy gond.